# Milan Hodža
Milan Hodža (Sučany, Eslovàquia 1878 - Clearwater, Florida 1944) fou un polític eslovac. Era nebot del poeta i nacionalista Michal Miroslav Hodža.
Estudià periodisme a Budapest i a Viena. De jove milità en l'ala esquerrana del Partit Nacional Eslovac, i en dirigí el diari Hlas (la Veu) amb Vavro Srobar (1867-1950) i Pavol Blaho (1867-1927), partidaris de formar un sol estat amb els txecs. El 1901 fundaria el Slovenska Narodna Liberalna Strana (Partit Nacional Liberal Eslovac). Iniciarà contactes amb el cap dels nacionalistes txecs, Thomas Garrigue Masaryk (que era mig eslovac), per tal de constituir un estat conjunt. Així esdevingué diputat al Parlament del Regne d'Hongria el 1905-1910.
Després de la Primera Guerra Mundial fou un partidari aferrissat de la unió de txecs i eslovacs. Com a cap del Partit Agrari Txecoslovac a Eslovàquia, fou elegit diputat a Praga del 1918 al 1938. Més tard fou secretari d'estat d'interior (1919), ministre d'agricultura (1922-1926 i 1932-1935), ministre d'educació (1926-1929) i d'afers estrangers (1935-1936). Fou designat president de Txecoslovàquia el 1935. Tractà de satisfer les reivindicacions de les minories eslovaca, hongaresa i alemanya, però, davant la intransigència dels Sudets adscrits al nazisme, dimití el 1938, poc temps abans que les tropes d'Adolf Hitler ocupessin llur territori.
A l'exili, fou cap del Consell Nacional Eslovac a París el 1939-1940.